# Relações entre Brasil e Filipinas
As relações entre Brasil e Filipinas são as relações diplomáticas estabelecidas entre o Brasil e as Filipinas. Suas relações bilaterais visam o comércio mútuo e investimento. As relações entre Brasil e Filipinas são não só comerciais e econômicas, mas também históricas e culturais, uma vez que faziam parte da União Ibérica e compartilham o uso de línguas de origem ibérica como o português (Brasil) e espanhol (Filipinas). Os dois países têm trabalhado para a paz, resolução pacífica de conflitos, desenvolvimento econômico e social, o direito à auto-determinação dos povos, a descolonização, a igualdade e a condenação da discriminação racial e do terrorismo. O Brasil tem uma embaixada em Manila e as Filipinas mantém uma embaixada em Brasília. Ambos os países foram conquistados pelos poderes ibéricos no século XVI.

## Relação bilateral
Em 2011, o ministro dos Negócios Estrangeiros das Filipinas Albert del Rosario assinou três acordos com o ministro brasileiro das Relações Exteriores Antonio Patriota para realizar a cooperação de ambos os países no desenvolvimento sócio-econômico, na implementação efetiva da reforma agrária e no combate ao tráfico de drogas. O Brasil e as Filipinas assinaram um memorando de entendimento que compromete a melhora na cooperação esportiva entre os dois países. O memorando irá fornecer às Filipinas e ao Brasil uma cooperação esportiva por meio do intercâmbio de conhecimentos em áreas como a cooperação e formação de especialistas e praticantes de esportes institucionais. O embaixador brasileiro Jorge Fernandes está buscando expandir os laços políticos, econômicos, culturais e educacionais entre o Brasil e as Filipinas. Os filipinos não costumam visitar o Brasil, tanto quanto os brasileiros não costumam visitar as Filipinas. Ele também quer buscar um outro acordo com a Philippine Airlines para estabelecer um voo direto de Manila para o Brasil.

## Relação econômica
Em junho de 2009, as Filipinas e o Brasil fizeram suas promessas com a assinatura de acordos de cooperação mútua nos domínios da bio-energia e da agricultura. Os dois países comprometeram-se a tomar as medidas necessárias para implementar o Memorando assinado de Entendimento sobre Cooperação em Agricultura e do Memorando sobre Cooperação de Entendimento sobre Bioenergia. O país asiático e o país latino assinaram seis memorandos de entendimento e acordos sobre desenvolvimento e produção de energia renovável, agricultura e cooperação. As Filipinas e o Brasil assinaram seis memorandos de entendimento e acordo sobre o desenvolvimento e produção de energia renovável e cooperação agrícola. Estes memorandos têm a intenção de "facilitar a cooperação técnica... aa produção e a utilização de biocombustíveis, particularmente o etanol, e promover a expansão do comércio bilateral e do investimento em biocombustível." As exportações brasileiras para os Filipinas chegaram a mais de US$300 milhões em 2007.”

## Brasileiros nas Filipinas
Desde 2004, tem havido uma onda de modelos brasileiros que vão para as Filipinas à trabalho. Muitos destes modelos são descendentes de japoneses. Eles se parecem com os filipinos, mas têm corpos mais "esculpidas", o que gera uma vantagem para eles na procura de emprego no país. Os brasileiros são atraídos para a indústria da moda nas Filipinas, porque, ao contrário de outros países da região como a Tailândia e a China, o inglês é amplamente falado. Fotógrafos sentem que os modelos brasileiras são menos inibidos do que seus colegas filipinos e rejeitam as acusações de que raça ou etnia tenha a ver com as suas decisões de contratação. Mas em vários casos, estes modelos falam apenas o português e têm formação educacional limitado.
Modelos brasileiros têm sido criticados pelos concorrentes domésticos por trabalhar por taxas baixas, como menos que $1,500 pesos filipinos, em comparação com as taxas locais de $5,000 a $10,000 por show. A Associação de Modelos Profissionais das Filipinas é particularmente criticada pelo influxo de modelos brasileiros. No entanto, os próprios profissionais brasileiros respondem que há muitos trabalhadores filipinos no exterior, em diversos países ao redor do mundo, incluindo o Brasil, e que eles não têm nenhum desejo de deslocar os talentos locais. Os modelos têm de obter autorização do Departamento de Imigração e renová-los a cada dois meses. Em alguns casos, os oficiais de Departamento invadem desfiles de moda e modelos são presos por estarem trabalhando ilegalmente. No entanto, a PMAP afirma que quando eles relataram modelos ilegais para o BI, o BI responde que eles tinham problemas maiores para lidar, e recusou-se a acompanhar os relatórios. O ator Lemuel Palayo já fez reclamações públicas sobre os modelos brasileiros, mas depois retratou-los e pediu desculpas. Em novembro de 2010, Phoemela Baranda também fez declarações públicas e comentou que as Filipinas necessita de melhores leis para proteger o país contra a concorrência dos modelos brasileiros, e sugeriu a imposição de impostos sobre o emprego de modelos estrangeiros. No entanto, outros atores filipinos como Wendell Ramos, Paolo Contis, JC Tiuseco, Aljur Abrenica e Mark Herras afirmaram que não são abrangidos pelo aumento da concorrência.

## Cultura e organizações
Existem alguns missionários brasileiros nas Filipinas. A organização social cristã do Brasil Pastoral da Criança tem um programa de divulgação e distribuição de alimentos em Daet, Camarines Norte. O Conselho de Representantes de Brasileiros no Exterior, organização sobre diáspora brasileira, teve um representante de candidato das Filipinas desde 2010: Fabiana Mesquita, natural de Santos, cujo marido trabalhou com a Organização Mundial da Saúde e a trouxe para as Filipinas. Ela tem participado em iniciativas sociais brasileiras nas Filipinas e tem também promovido o ensino do português para as crianças brasileiras no exterior.
Outro exemplo de influência cultural brasileira nas Filipinas é a celebração anual do 'Brasilipinas'. Tudo começou em 2007 como uma espécie de mini-carnaval em Manila, organizada por uma escola de capoeira local, mas também foi realizada na época do Natal. A celebração mais recente aconteceu em 2011. O evento geralmente acontece na Rockwell Center, em Makati.